# 곡용
곡용(曲用, declension)은 일반적으로 굴절어에서 명사, 대명사, 수사, 형용사가 문법적 기능에 따라 형태가 변하는 것을 말한다. 동사가 형태 변화하는 것은 활용이라고 한다. 곡용을 통해 표현되는 문법 범주로는 성, 수, 격이 있다. 성과 수는 어휘의미적인 성격이 강하므로 곡용이라는 용어를 사용할 때 격에 따른 변화에 중심을 두는 경우가 많다. 곡용과 동일한 의미로 격변화(格變化) 또는 자리바꿈이라는 용어가 사용되기도 한다.

## 한국어
한국어에서 명사에 조사가 결합하여 문법 범주를 표현하는 현상을 명사가 형태를 변화하는 곡용이라고 볼 것인가, 아니면 조사도 개별적인 단어로 볼 것인가에 대해서는 오랜 논란이 계속되고 있다. 학교문법에서는 조사를 단어로 인정하고 명사의 곡용은 인정하지 않고 있다.
중세 한국어에서는 ㄱ곡용명사(예: 나모ㄱ + 주격조사 '이' →남기), ㅎ곡용명사(예: 암(ㅎ),수(ㅎ),돌(ㅎ))들이 있어서 뒤따르는 조사에 따라 자음이 추가되거나 형태가 바뀌는 곡용을 하였다.

## 같이 보기
- 활용
- 격